# Osvalda Trupia
Osvalda Trupia, detta Lalla (Vicenza, 31 maggio 1948), è una politica italiana ex parlamentare europea e deputata.

## Biografia
Nel 1983 entra in Direzione nazionale del Partito Comunista Italiano.
Viene eletta alle elezioni europee del 1984 nella lista del PCI: al Parlamento europeo è membro della Commissione per i problemi economici e monetari e la politica industriale, della Commissione per i diritti della donna, della Commissione politica e della Delegazione per le relazioni con Israele.
Dopo la svolta della Bolognina aderisce al PDS, venendo eletta Deputata alle elezioni politiche del 1992.
Con i DS viene poi rieletta Deputata nel 2001. Riconferma il seggio alla Camera anche dopo le Elezioni del 2006. Con lo scioglimento dei DS, nel 2007 aderisce a Sinistra Democratica.